# Метриена
Ме́триена (латыш. Mētriena) — населённый пункт в Мадонском крае Латвии. Административный центр Метриенской волости. Находится у региональной автодороги P62 (Краслава — Прейли — Мадона). Расстояние до города Мадона составляет около 25 км.
По данным на 2017 год, в населённом пункте проживало 384 человека. Есть волостная администрация, начальная школа, народный дом, библиотека, почта, фельдшерско-акушерский пункт, магазин.

## История
В советское время населённый пункт носил название Паматы и был центром Паматского сельсовета Мадонского района. В селе располагалась центральная усадьба колхоза «Лидумс».